# Aeroportul Ewo
Aeroportul Ewo (IATA: EWO, ICAO: FCOE) este un aeroport din Republica Congo ce deservește zona Ewo. A fost numit după zona deservită.
Situat la o altitudine de 458 m, aeroportul dispune de o singură pistă.